# Głowa starca z siwą brodą
Głowa starca z siwą brodą (znany także jako Studium głowy starca) – obraz olejny Jana Matejki namalowany w roku 1858. Znajduje się w zbiorach Muzeum Narodowego w Krakowie i jest eksponowany w Domu Jana Matejki.

## Opis obrazu
Portret przedstawia starszego mężczyznę zwróconego wprost z pochyloną głową. Mężczyznę charakteryzuje wysokie czoło, siwe włosy oraz bujny zarost. Źródło światła znajduje się nad postacią i oświetla przede wszystkim twarz mężczyzny. Światło skupia się na jego wysokim czole, nosie i prawym policzku. W cieniu pozostaje lewe oko i policzek nadając postaci tajemniczego wyrazu. Broda i wąsy malowane są na podmalówce, pojedyncze włosy zostały szczegółowo opracowane i są jaśniejsze. Kontrast pomiędzy jasno oświetloną twarzą a ciemnym tłem nadaje obrazowi dramatycznego nastroju.

## Historia obrazu
W roku 1858 Jan Matejko zakończył naukę w Szkole Sztuk Pięknych w Krakowie.  Z tego czasu zachowały się rysunki szkolne, a także obraz olejny z 1858 roku, przedstawiający „Króla Zygmunta I nadającego prawa szlachectwa profesorom Uniwersytetu Jagiellońskiego w 1535 roku". Obraz ten, malowany olejem na podstawie akwareli, został wystawiony w Krakowie i podarowany Uniwersytetowi. Studium to wykorzystał artysta przy malowaniu głowy rektora w obrazie. Według sekretarza Matejki Mariana Gorzkowskiego studium miało powstać w trakcie pobytu stypendialnego w Monachium.

## Udział w wystawach
- Cyfrowe Dziedzictwo Kulturowe, 2011-04-01 - 2014-03-31
- Jan Matejko. Różne opowieści, 2020-09-25 - 2021-03-07; Muzeum Narodowe w Krakowie